# Lista de prémios literários

## Prémios literários
- Prémio Camões (autores de língua portuguesa)
- Prémio Internacional Pena de Ouro (autores de língua portuguesa)
- Prêmio Hans Christian Andersen (internacional, literatura infanto-juvenil)
- Prêmio Franz Kafka (República Checa)
- Prémio Man Booker
- Prêmio Antonio Feltrinelli (Itália)
- Prémio Rómulo Gallegos (Venezuela)
- Diagram Prize for Oddest Title of the Year
- Prémio Aristeion (Comissão Europeia)
- Prémio Bram Stoker
- Prémio de Reinhard Priessnitz (Áustria)
- Prémio Firecracker Alternative Book
- Prémio Ibsen (Noruega)
- Prémio Jerusalém
- Prémio José Craveirinha de Literatura (Moçambique)
- Prémio Jupiter
- Prémio Kathleen Mitchell (Austrália)
- Prêmio Lenin (URSS)
- Prêmio Nike de Literatura (Polónia)
- Prêmio Sapir (Israel)
- Prémio União Latina de Literaturas Românicas
- World Fantasy Award
- Prémio de literatura Hans Christian Andersen
- Prémio PEN/Faulkner de Ficção
- Prémio de Literatura da União Europeia
- Prêmio Literário Internacional IMPAC de Dublin (Irlanda)

## Prémios literários alemães
- Prêmio Georg Büchner (Alemanha)
- Prêmio Goethe (Alemanha)

## Prémios literários angolanos
- Prémio António Jacinto
- Prémio Literário Sagrada Esperança
- Prémio Caxinde do Conto Infantil
- Prémio de Literatura Dstangola/Camões

## Prêmios literários brasileiros
- Concurso Literário Felippe D’Oliveira
- Prêmio ABEC
- Prêmio ABEU
- Prêmio Açorianos de Literatura
- Prêmio AEILIJ de Literatura
- Prêmio Argos
- Prêmio Alceu Amoroso Lima
- Prêmio Barueri de Literatura
- Prêmio Casa de Cultura Mário Quintana
- Prêmio Cepe Nacional de Literatura
- Prêmio Ecos da Literatura
- Prêmio Guarulhos de Literatura
- Prêmio Jabuti
- Prêmio Juca Pato
- Prêmio Kindle de Literatura
- Prêmio Literário Cidade de Belo Horizonte
- Prêmio Literário Cidade de Manaus
- Prêmio Literário Dalcídio Jurandir
- Prêmio Literário José Celestino Bourroul
- Prêmio Literário Livraria Asabeça
- Prêmio Literário da Fundação Biblioteca Nacional
- Prêmio Machado de Assis
- Prêmio MicroConto de Ouro
- Prêmio Minas Gerais de Literatura
- Prêmio Minuano de Literatura
- Prêmio Nestlé de Literatura
- Prêmio Oceanos de literatura
- Prêmio Off  Flip de Literatura
- Prêmio Paraná de Literatura
- Prêmio Passo Fundo Zaffari e Bourbon de Literatura
- Prêmio Ribeirão das Letras de Literatura
- Prêmio Rio de Literatura
- Prêmio São Paulo de Literatura
- Prêmio SESC de Literatura
- Prêmio UFES de Literatura
- Prêmio União Latina de Tradução Especializada
- Troféu APCA

## Prémios literários chilenos
- Prêmio Nacional de Literatura do Chile
- Premio Iberoamericano de Letras José Donoso

## Prêmios literários cubanos
- Prémio Casa de las Américas

## Prêmios literários espanhóis
- Prémio Príncipe das Astúrias
- Prémio Miguel de Cervantes
- Prémio Planeta
- Prémio Nadal
- Prémio de poesia Fiz Vergara Vilariño
- Prémio Rainha Sofia
- Prémio Nacional das Letras Espanholas
- Prémio Sant Jordi de romance
- Prémio Herralde
- Prémio Andrómeda de narrativa
- Prémio Alfaguara
- Prémio Nacional de Narrativa (Espanha)

## Prêmios literários estadunidenses
- Neustadt International Prize for Literature
- Prêmio Pulitzer
- Newbery Medal
- Newbery Honor
- Caldecott Medal
- National Book Award
- Agatha Awards
- Prémio Nebula
- John W. Campbell Memorial Award
- Caldecott Honor
- Locus Award
- John W. Campbell Award for Best New Writer
- Prémio John Dos Passos
- Prêmios Rhysling
- Whiting Writers' Award
- Prémio Bollingen

## Prémios literários finlandeses
- Prémio Finlandia

## Prémios literários franceses
- Prémio Apollo
- Prêmio Femina
- Prêmio Goncourt
- Prêmio Goncourt des lycéens
- Prêmio Médicis
- Prêmio Renaudot
- Prémio Erckmann-Chatrian
- Prêmio Contrepoint
- Prémio Ève Delacroix
- Prêmio Mundial Cino Del Duca
- Prémio Sant Jordi de romance
- Grande prémio de romance da Academia francesa

## Prémios literários ingleses
- Carnegie Medal
- Arthur C. Clarke Award
- James Tait Black Memorial Prize
- National Book Critics Circle Award
- Bad Sex in Fiction Award
- British SF Award
- Prêmio George Orwell
- Lancashire Children's Book of the Year

## Prêmios literários italianos
- Premio Strega
- Premio Campiello
- Premio Mondello
- Premio Bagutta
- Premio Comisso
- Premio Bancarella
- Premio Camaiori
- Premio Viareggio
- Premio Calvino

## Prêmios literários japoneses
- Prémio Akutagawa
- Prémio Osamu Dazai
- Prémio Sei Ito
- Prémio Yasunari Kawabata
- Prémio Yukio Mishima
- Prémio Naoki
- Prémio Noma
- Prémio Sakunosuke Oda
- Prémio Subaru
- Prémio Tanizaki
- Prémio Women's Literature
- Prémio Yokomitsu
- Prémio Yomiuri
- Prêmio Bungei
- Prémio Kan Kikuchi

## Prêmios literários portugueses
- Grande Prémio de Romance e Novela APE/IPLB
- Prémio José de Figueiredo
- Prémio Literário António Paulouro
- Prémio Aristides de Sousa Mendes
- Prémio Vergílio Ferreira (Gouveia)
- Grande Prémio Sophia de Mello Breyner Andresen
- Prémio Literário Fnac/Teorema
- Grande Prémio Gulbenkian de Literatura para Crianças e Jovens
- Prémio Literário José Saramago
- Prémio Literário Glória de Sant'Anna
- Prémio de Poesia Luís Miguel Nava
- Prémio Vergílio Ferreira (Évora)
- Grande Prémio de Conto Camilo Castelo Branco
- Prémio Correntes d'Escritas
- Prémio Clube Literário do Porto
- Prémio Ricardo Malheiros
- Prémio Pessoa
- Prémio Antero de Quental
- Prémio Literário Florbela Espanca
- Prémio António Quadros
- Prémio Branquinho da Fonseca Expresso/Gulbenkian
- Prémio D. Dinis, da Fundação Casa de Mateus
- Prémio Jacinto do Prado Coelho, do Centro Português da Associação Internacional de Críticos Literários
- Grande Prémio Internacional de Linguística Lindley Cintra, da Sociedade de Língua Portuguesa
- Grande Prémio de Tradução Literária, P.E.N. Clube Português / Associação Portuguesa de Tradutores
- Prémio P.E.N. Clube Português de Ensaio
- Prémio P.E.N. Clube Português de Novelística
- Prémio P.E.N. Clube Português de Poesia
- Prémio Raul Proença, da Associação Portuguesa de Bibliotecários, Arquivistas e Documentalistas (BAD)
- Prémio Revelação de Ensaio Literário APE/IPLB
- Prémio Revelação de Ficção APE/IPLB
- Prémio Revelação de Literatura Infanto-Juvenil APE/IPLB
- Prémio Revelação de Poesia APE/IPLB
- Prémio União Latina de Tradução Científica e Técnica em Língua Portuguesa
- Prémio Nacional de Literatura Juvenil Ferreira de Castro
- Prémio Literário Pedro Ferro
- Concurso Literário Nacional da Trofa - Conto Infantil
- Prémio Bordalo de Literatura da Casa da Imprensa
- Prémio da Crítica da Associação Portuguesa de Críticos Literários
- Prémio Seiva de Literatura
- Prémio Literário Orlando Gonçalves
- Prémio Literário Almeida Firmino
- Prémio Branquinho da Fonseca de Conto Fantástico
- Prémio Literário Miguel Torga
- Prémio Américo Lopes de Oliveira para Estudos Histórico-Sociais de Âmbito Local ou Regional
- Prémio Literário Maria Amália Vaz de Carvalho
- Prémio Nacional Trindade Coelho
- Prémio de Poesia Cesário Verde
- Prémio Gaspar Fructuoso
- Prémio Literário Oliva Guerra
- Prémio Literário Ferreira de Castro
- Prémio Literário Edmundo Bettencourt
- Prémio «Ler» do Círculo de Leitores
- Prémio Internacional de Poesia Léon Filipe
- Prémio Nacional Alberto Sampaio de História Contemporânea
- Prémio Mário António, da Fundação Calouste Gulbenkian
- Prémio Morgado de Mateus
- Prémio A. de Almeida Fernandes, da Fundação Mariana Seixas
- Concurso «Jovens Cientistas e Investigadores» 2005
- Prémio Primeira Obra do P.E.N. Clube Português
- Prémio Máxima de Literatura
- Prémio Fernando Namora, da Sociedade Estoril Sol
- Prémio «Livro» da Sociedade Histórica da Independência de Portugal
- Prémio «Monografia» da Sociedade Histórica da Independência de Portugal
- Prémio de Consagração de Carreira da Sociedade Portuguesa de Autores
- Prémio de Crónica João Carreira Bom, da Sociedade de Língua Portuguesa
- Prémio Victor de Sá de História Contemporânea para jovens investigadores
- Prémio de Poesia Daniel Faria
- Grande Prémio Vida Literária APE/CGD
- Grande Prémio de Crónica APE/C.M.Beja
- Grande Prémio de Ensaio Literário APE/PT
- Grande Prémio de Literatura Biográfica
- Grande Prémio de Literatura dst
- Grande Prémio de Poesia APE/CTT
- Grande Prémio de Teatro da APE/Ministério da Cultura
- Grande Prémio de Teatro Português
- Prémio Eixo Atlântico de Narrativa Galega e Portuguesa
- Prémio Internacional de Literatura (categorias "Peça de Teatro" e "Ensaio sobre o Teatro de Amadores"), da Associação Nacional de Teatro de Amadores
- Prémio Literário Afonso Duarte, da Câmara Municipal de Montemor-o-Velho
- Prémio Literário Afonso Lopes Vieira, da Câmara Municipal de Leiria
- Prémio Literário António Palouro da Câmara Municipal do Fundão
- Prémio Literário Carlos de Oliveira
- Prémio Literário Vasco Branco, da Câmara Municipal de Aveiro
- Prémio Manuel Andrade da Câmara Municipal de Estarreja
- Prémio Novas Dramaturgias, do Dramat (Centro de Dramaturgias Contemporâneas do Teatro Nacional São José)
- Prémio PALOP do Livro em Língua Portuguesa
- Prémio Verbo/Semanário
- Prémio da Associação dos Naturais de Angola
- Prémio de Ensaio David Mourão-Ferreira, da Câmara Municipal de Cascais
- Prémio de Poesia Ana Hatherly
- Prémio de Poesia Natércia Freire, da Câmara Municipal de Benavente
- Prémio de Revelação na Literatura Infantil e Juvenil Matilde Rosa Araújo, da Câmara Municipal de Cascais
- Prémio Cidade de Lisboa
- Prémio Literário Município de Lisboa
- Prémio Literário António Gaspar Serrano, da Freguesia de Pombal
- Prémio Eduardo Lourenço
- Prémios literários da Imprensa Nacional
- Grande Prémio Adamastor de Literatura Fantástica Portuguesa[1]

## Prêmios literários suecos
- Prémio Nobel de Literatura
- Prémio August
- Prémio Literário do Conselho Nórdico
- Prémio Chave
- Prémio Memorial Astrid Lindgren
- Prémio Nórdico da Academia Sueca
- Prémio Ivar Lo-Johasson
- Prémio Pierre
- Prémio Bellman
- Prémio Sixten Heyman
- Prémio Voz de África
- Prémio Pilot
- Prémio Selma Lagerlöf